# Pademangan (Dżakarta Północna)
Pademangan  – dzielnica Dżakarty Północnej. 

## Podział
W skład dzielnicy wchodzą trzy gminy (kelurahan):
- Pademangan Timur – kod pocztowy 14410
- Pademangan Barat – kod pocztowy 14420
- Ancol – kod pocztowy 14430